# Ghoriba
Uma ghoriba (em árabe:  غريبة também escrita como ghribia, ghraïba, ou ghriyyaba) é um tipo de bolacha preparada no Magrebe e outras partes do Mundo árabe. É uma bolacha de manteiga redonda, feita com farinha, açúcar, manteiga e normalmente  amêndoas. É frequentemente servida com café árabe ou  chá com hortelã. Ghoriba, ocasionalmente pronunciada como Ghurayba, existe na área da Grande Síria, Iraque e outros países árabes desde a antiguidade. São semelhantes aos polvorones da Andalusia e às qurabiya do Irão.

## Variações Regionais

### Argélia
Ghribia (em árabe argelino:  غريبية) 
- Ghribia com amêndoas
- Ghribia com  amendoins
- Ghribia com  nozes
- Ghribia com  pistáchios

### Marrocos
Ghoriba
- Mlouzwa, feito com amêndoas e açúcar, aromatizado com água-de-flor-de-laranjeira
- Ghoriba bahla
- Ghoriba dyal zite
- Ghoriba mramla

### Tunisia
Ghraïba (Árabe da Tunísia: غريبة )
- Ghraïba bidha, feito com farinha de trigo
- Ghraïba droô, feito com  farinha de sorghum
- Ghraïba homs, feito com  farinha de grão-de-bico

### Levante
- Ghoriba com pistáchio
- Ghoriba com água de rosas

### Kuwait
- Ghoriba com cardamomo
- Ghoriba com pistáchio
- Ghoriba com açafrão